# بيتي جونسون
بيتي جونسون (بالإنجليزية: Betty Johnson)‏ هي فيزيائية أمريكية، ولدت في 18 أكتوبر 1936، وتوفيت في 11 سبتمبر 2003.